# Hyacinthoides mauritanica
Hyacinthoides mauritanica là một loài thực vật có hoa trong họ Măng tây. Loài này được (Schousb.) Speta mô tả khoa học đầu tiên năm 1987.